# AS Roma 1969/1970

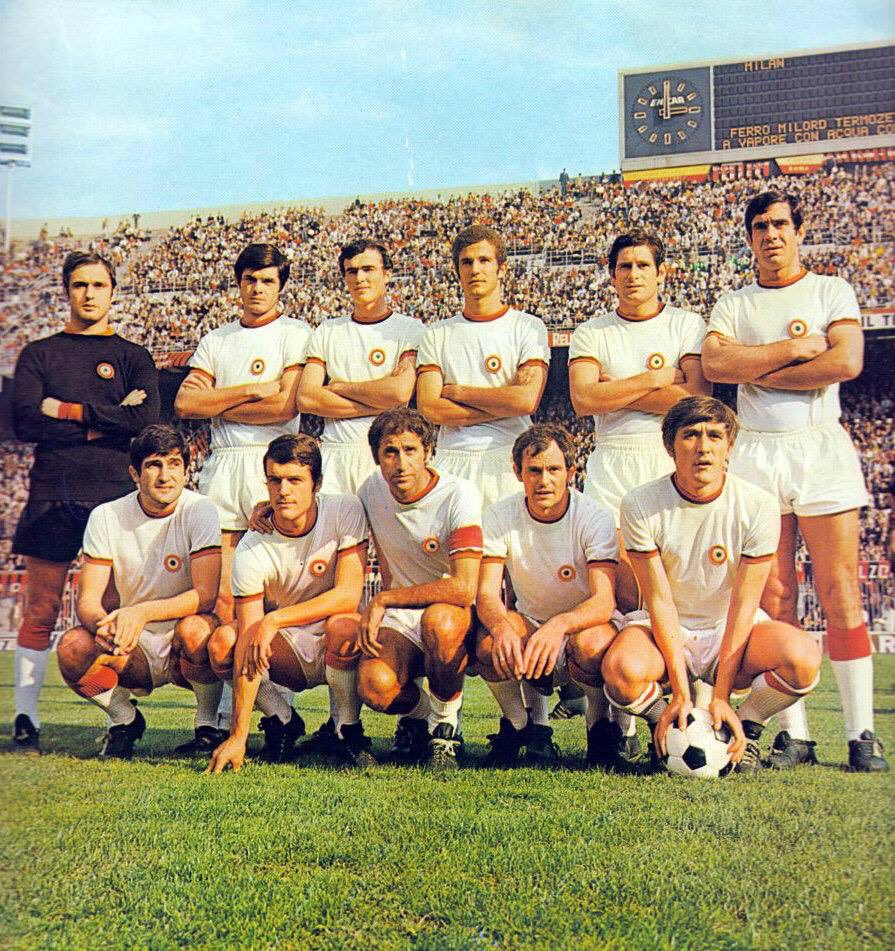
AS Roma 1969/1970

Sezon 1969/1970 klubu AS Roma.

## Sezon
Przed rozpoczęciem sezonu 1969/1970 karierę zakończyła legenda klubu Giacomo Losi, kapitan i dotychczasowy rekordzista pod względem występów w Serie A (386 meczów). W lidze Roma zajęła dopiero 11. pozycję, jednak udanie spisała się w Pucharze Zdobywców Pucharów. Doszła do półfinału, w którym toczyła zacięte boje z Górnikiem Zabrze. W pierwszym meczu w Rzymie padł remis 1:1, w drugim w Chorzowie remis 2:2, a w trzecim decydującym w Strasburgu także remis 1:1. O odpadnięciu Romy zadecydował wówczas rzut monetą.

## Rozgrywki
- Serie A: 10. miejsce
- Puchar Włoch: ćwierćfinał
- Puchar Zdobywców Pucharów: półfinał

## Skład i ustawienie zespołu
| W SEZONIE 1969/1970    |                    |                |       |      |
| Imię i nazwisko        | Kraj               | Data urodzenia | Mecze | Gole |
| Trener                 |                    |                |       |      |
| Helenio Herrera        | Argentyna          | 17.04.1910     |       |      |
| Bramkarze              |                    |                |       |      |
| Giovanni De Min        | Włochy             | ?              | 0     | 0    |
| Alberto Ginulfi        | Włochy             | 30.11.1941     | 30    | 0    |
| Adriano Zanier         | Włochy             | ?              | 0     | 0    |
| Obrońcy                |                    |                |       |      |
| Giovanni Bertini       | Włochy             | 06.01.1951     | 6     | 0    |
| Aldo Bet               | Włochy             | 26.03.1949     | 29    | 0    |
| Francesco Cappelli     | Włochy             | 17.09.1943     | 25    | 1    |
| Francesco Carpenetti   | Włochy/ Jugosławia | 14.10.1942     | 0     | 0    |
| Liborio Liguori        | Włochy             | 24.02.1950     | 1     | 0    |
| Sergio Petrelli        | Włochy             | 27.07.1944     | 16    | 0    |
| Sergio Santarini       | Włochy             | 10.09.1947     | 30    | 0    |
| Francesco Scaratti     | Włochy             | ?              | 18    | 1    |
| Luciano Spinosi        | Włochy             | 09.05.1950     | 25    | 3    |
| Pomocnicy              |                    |                |       |      |
| Victor Morales Benitez | Peru               | 12.09.1935     | 25    | 6    |
| Fabio Capello          | Włochy             | 18.06.1946     | 26    | 4    |
| Armando Colafrancesco  | Włochy             | ?              | 3     | 0    |
| Franco Cordova         | Włochy             | 21.06.1944     | 23    | 0    |
| Walter Franzot         | Włochy             | 1949           | 8     | 1    |
| Giacomo La Rosa        | Włochy             | 26.08.1946     | 3     | 0    |
| Elvio Salvori          | Włochy             | 03.06.1944     | 27    | 2    |
| Napastnicy             |                    |                |       |      |
| Giorgio Braglia        | Włochy             | 19.02.1947     | 7     | 1    |
| Renato Cappellini      | Włochy             | 09.10.1943     | 26    | 4    |
| Fabio Enzo             | Włochy             | 22.06.1946     | 1     | 0    |
| Fausto Landini         | Włochy             | 29.07.1951     | 24    | 2    |
| Joaquin Peirò          | Hiszpania          | 29.01.1936     | 24    | 5    |